# 9. Seimas
Der 9. Seimas war das litauische Parlament (Seimas), gewählt für die Legislaturperiode von 2004 bis 2008.

## Seimas-Präsidenten
- 2004–2006: Artūras Paulauskas
- 2006–2008: Viktoras Muntianas
- 2008: Česlovas Juršėnas

## Mitglieder
| Name                                     | Wahlbezirk             | Parteiliste  | Fraktion                                                                           | Mandatszeit          |
| ---------------------------------------- | ---------------------- | ------------ | ---------------------------------------------------------------------------------- | -------------------- |
| Remigijus Ačas                           | –                      | TT           | LDF, ab 2006 TTLDF                                                                 |                      |
| Vilija Aleknaitė Abramikienė             | –                      | TS           | TSF                                                                                |                      |
| Petras Auštrevičius                      | Senamiesčio            | LiCS         | LCSF, ab 2005 LF, ab 2006 LSF                                                      |                      |
| Audronius Ažubalis                       | –                      | TS           | TSF                                                                                |                      |
| Petras Baguška                           | –                      | DP           | DPF, ab 2005 MSNG, ab 2006 PDF, ab 2007 VLPDF, ab 2008 PDF, ab April 2008 d. LSDPF | ab 21. Dezember 2004 |
| Zigmantas Balčytis***                    | Šilalė–Šilutė          | UDL          | LSDPF                                                                              |                      |
| Aldona Balsienė                          | –                      | TT           | TTLDF                                                                              | bis 2006             |
| Virginija Baltraitienė                   | –                      | DP           | DPF                                                                                | ab 2005              |
| Dailis Alfonsas Barakauskas              | –                      | TT           | LDF, ab 2006 TTLDF                                                                 | ab 2006              |
| Andrius Baranauskas                      | –                      | DP           | DPF, ab 2006 PDF, ab 2007 VLPDF, ab 2008 PDF, ab 2008 LSDPF                        |                      |
| Rimantas Bašys                           | Saulės                 | DP           | DPF                                                                                |                      |
| Rima Baškienė                            | Šiaulių kaimiškoji     | VNDS         | VLF                                                                                |                      |
| Danutė Bekintienė                        | Karoliniškės           | TS           | TSF                                                                                |                      |
| Juozas Bernatonis                        | –                      | UDL          | LSDPF                                                                              | ab 2007              |
| Vilija Blinkevičiūtė                     | Šeškinė                | UDL          | NSF, ab 2006 LSDPF                                                                 |                      |
| Kazys Bobelis                            | –                      | VNDS         | VLF, ab 2006 LDF, ab 2006 TTLDF                                                    | bis Juni 2006        |
| Vytautas Bogušis                         | –                      | LiCS         | LCSF                                                                               |                      |
| Violeta Boreikienė                       | –                      | LiCS         | LCSF, ab 2005 MSNG, ab 2006 LSF, ab 2007 LSDPF                                     |                      |
| Antanas Bosas                            | Baltijos               | DP           | DPF                                                                                |                      |
| Bronius Bradauskas                       | Kaišiadorys–Elektrėnai | UDL          | LSDPF                                                                              |                      |
| Saulius Bucevičius                       | Akmenė–Joniškis        | DP           | DPF                                                                                |                      |
| Valentinas Bukauskas                     | Telšiai                | DP           | DPF                                                                                |                      |
| Algirdas Butkevičius***                  | Vilkaviškis            | UDL          | LSDPF                                                                              |                      |
| Gintautas Bužinskas                      | –                      | DP           | DPF                                                                                | bis Dezember 2004    |
| Algis Čaplikas                           | Žirmūnai               | LiCS         | LCSF                                                                               |                      |
| Jonas Čekuolis                           | –                      | LiCS         | LCSF                                                                               |                      |
| Vytautas Čepas                           | –                      | LiCS         | LCSF, ab 2005 LF, ab 2006 LSF, ab 2007 LSDPF                                       |                      |
| Vida Marija Čigriejienė                  | Panemunė               | Eigenständig | TSF                                                                                |                      |
| Rimantas Jonas Dagys                     | Šilainiai              | TS           | TSF                                                                                |                      |
| Kęstutis Daukšys                         | –                      | DP           | DPF                                                                                |                      |
| Julius Dautartas                         | Nevėžis                | TS           | TSF                                                                                |                      |
| Irena Degutienė                          | Naujamiestis           | TS           | TSF                                                                                |                      |
| Virginijus Domarkas                      | Kretinga               | DP           | DPF, ab 2006 VLF                                                                   |                      |
| Vytautas Sigitas Draugelis               | Suvalkija              | DP           | DPF                                                                                |                      |
| Arimantas Dumčius                        | Kalniečiai             | TS           | TSF                                                                                |                      |
| Audrius Endzinas                         | Šilutė–Pagėgiai        | Eigenständig | LCSF, ab 2005 LF, ab 2006 LSF                                                      |                      |
| Algirdas Gaižutis                        | –                      | VNDS         | –                                                                                  | 2006                 |
| Vytautas Galvonas                        | Anykščiai–Kupiškis     | TT           | LDF, ab 2006 TTLDF                                                                 |                      |
| Ramūnas Garbaravičius                    | –                      | TS           | TSF                                                                                |                      |
| Aidas Gedvilas                           | –                      | DP           | DPF                                                                                | bis 2005             |
| Vydas Gedvilas                           | –                      | DP           | DPF                                                                                |                      |
| Saulius Girdauskas                       | –                      | DP           | DPF                                                                                |                      |
| Kęstutis Glaveckas                       | Dainavos               | LiCS         | LCSF, ab 2005 LF, ab 2006 LSF                                                      |                      |
| Loreta Graužinienė                       | –                      | DP           | DPF                                                                                |                      |
| Petras Gražulis                          | Gargždai               | Eigenständig | MSNG                                                                               |                      |
| Vytautas Grubliauskas                    | Danės                  | LiCS         | LCSF, ab 2005 LF, ab 2006 LSF                                                      |                      |
| Algirdas Ivanauskas                      | –                      | DP           | DPF, ab 2006 PDF                                                                   |                      |
| Jonas Jagminas                           | Plungė–Rietavas        | DP           | DPF, ab 2006 LSDPF                                                                 |                      |
| Gediminas Jakavonis                      | –                      | UDL          | NSF                                                                                |                      |
| Povilas Jakučionis                       | –                      | TS           | TSF                                                                                |                      |
| Donatas Jankauskas                       | Rajongemeinde Kaunas   | TS           | TSF                                                                                |                      |
| Juozas Jaruševičius                      | Jonava                 | DP           | DPF, ab 2006 PDF                                                                   |                      |
| Rasa Juknevičienė                        | Žaliakalnis            | TS           | TSF                                                                                |                      |
| Jonas Juozapaitis                        | Pakruojis–Joniškis     | UDL          | LSDPF                                                                              |                      |
| Česlovas Juršėnas                        | Ignalina–Švenčionys    | UDL          | LSDPF                                                                              |                      |
| Vytautas Kamblevičius                    | –                      | DP           | DPF                                                                                | ab 2005              |
| Vaclovas Karbauskis                      | Tauragė                | UDL          | NSF                                                                                |                      |
| Justinas Karosas                         | Lazdijai–Druskininkai  | UDL          | LSDPF                                                                              |                      |
| Etela Karpickienė                        | –                      | DP           | DPF                                                                                | ab 2006              |
| Algis Kašėta                             | Varėna–Eišiškės        | LiCS         | LCSF, ab 2005 LF, ab 2006 LSF                                                      |                      |
| Gediminas Kirkilas                       | –                      | UDL          | LSDPF                                                                              |                      |
| Egidijus Klumbys                         | –                      | TT           | LDF, ab 2006 TTLDF                                                                 |                      |
| Romualda Kšanienė                        | –                      | DP           | DPF                                                                                |                      |
| Andrius Kubilius                         | Antakalnis             | TS           | TSF                                                                                |                      |
| Rytas Kupčinskas                         | Aleksotas–Vilijampolė  | TS           | TSF                                                                                |                      |
| Saulius Lapėnas                          | Jurbarkas              | LiCS         | LCSF                                                                               |                      |
| Arminas Lydeka                           | –                      | LiCS         | LCSF                                                                               |                      |
| Jonas Lionginas                          | –                      | DP           | DPF, ab 2006 PDF                                                                   |                      |
| Vincė Vaidevutė Margevičienė             | Centro                 | TS           | TSF                                                                                |                      |
| Bronius Markauskas                       | –                      | VNDS         | –                                                                                  | 2006                 |
| Vilma Martinkaitienė                     | –                      | DP           | DPF                                                                                |                      |
| Eligijus Masiulis                        | –                      | LiCS         | LCSF, ab 2005 LF, ab 2006 LSF                                                      |                      |
| Antanas Matulas                          | Pasvalys–Panevėžys     | TS           | TSF                                                                                |                      |
| Algimantas Matulevičius                  | –                      | TT           | LDF, ab 2006 PDF                                                                   |                      |
| Valentinas Mazuronis                     | –                      | TT           | LDF, ab 2006 TTLDF                                                                 |                      |
| Stasys Mikelis                           | –                      | DP           | DPF                                                                                | bis 2006, gestorben  |
| Gintautas Mikolaitis                     | Raseiniai              | UDL          | LSDPF                                                                              |                      |
| Dangutė Mikutienė                        | Trakai–Elektrėnai      | Eigenständig | DPF                                                                                |                      |
| Zenonas Mikutis                          | Kelmė                  | DP           | DPF                                                                                |                      |
| Laima Mogenienė                          | –                      | VNDS         | VLF                                                                                |                      |
| Algirdas Monkevičius                     | –                      | UDL          | NSF                                                                                |                      |
| Viktoras Muntianas                       | Kaunas–Kėdainiai       | DP           | DPF bis 2006                                                                       |                      |
| Vytas Navickas                           | –                      | VNDS         | VLF                                                                                |                      |
| Juozas Olekas                            | –                      | UDL          | LSDPF                                                                              |                      |
| Vladimir Orechov                         | –                      | DP           | DPF, ab 2006 PDF                                                                   |                      |
| Skirmantas Pabedinskas                   | –                      | DP           | DPF, ab 2006 VLF                                                                   |                      |
| Žilvinas Padaiga                         | –                      | DP           | bis 2004                                                                           |                      |
| Raimundas Palaitis                       | Pajūrio                | LiCS         | LCSF                                                                               |                      |
| Algirdas Paleckis                        | –                      | UDL          | LSDPF                                                                              | bis 2007             |
| Juozas Palionis***                       | Prienai                | UDL          | LSDPF                                                                              |                      |
| Artūras Paulauskas                       | –                      | UDL          | NSF                                                                                |                      |
| Bronius Pauža                            | –                      | DP           | DPF, ab 2006 LSDPF                                                                 |                      |
| Marija Aušrinė Pavilionienė              | –                      | TT           | LDF, ab 2006 TTLDF                                                                 |                      |
| Rolandas Pavilionis                      | –                      | TT           | LDF                                                                                | bis 2004             |
| Saulius Pečeliūnas                       | –                      | TS           | TSF                                                                                |                      |
| Alfredas Pekeliūnas                      | Aukštaitija            | VNDS         | VLF                                                                                |                      |
| Milda Petrauskienė                       | –                      | UDL          | LSDPF                                                                              |                      |
| Jonas Pinskus                            | –                      | DP           | DPF                                                                                |                      |
| Audronė Pitrėnienė                       | Skuodas–Mažeikiai      | DP           | DPF                                                                                |                      |
| Leokadija Počikovska                     | Širvintos – Vilnius    | LLRA         | VLF                                                                                |                      |
| Vladimiras Prudnikovas                   | –                      | DP           | DPF                                                                                |                      |
| Kazimira Danutė Prunskienė               | Molėtai–Švenčionys     | VNDPS        | VLF                                                                                |                      |
| Edmundas Pupinis                         | Utena                  | TS           | TSF                                                                                |                      |
| Jonas Ramonas                            | Šakiai                 | VNDS         | VLF, ab 2006 MSNG, PDF                                                             |                      |
| Jurgis Razma                             | –                      | TS           | TSF                                                                                |                      |
| Rimantas Remeika                         | Justiniškės            | LiCS         | LCSF                                                                               |                      |
| Algis Rimas                              | Marijampolė            | UDL          | LSDPF                                                                              |                      |
| Viktoras Rinkevičius                     | Biržai–Kupiškis        | VNDS         | VLF                                                                                |                      |
| Bronis Ropė                              | –                      | VNDS         | –                                                                                  | bis 2004             |
| Irina Rozova                             | –                      | VNDS         | VLF                                                                                | ab 2006              |
| Julius Sabatauskas                       | Alytus                 | Eigenst.     | LSDPF                                                                              |                      |
| Liudvikas Sabutis                        | –                      | TS           | TSF                                                                                |                      |
| Alvydas Sadeckas                         | –                      | UDL          | NSF                                                                                |                      |
| Algimantas Salamakinas                   | –                      | UDL          | LSDPF                                                                              |                      |
| Vytautas Saulis                          | Rokiškis               | UDL          | LSDPF                                                                              |                      |
| Albertas Sereika                         | –                      | TT           | LDF, ab 2005 LSDPF                                                                 |                      |
| Valerijus Simulik                        | Dainų                  | UDL          | NSF                                                                                |                      |
| Algirdas Sysas                           | –                      | UDL          | LSDPF                                                                              |                      |
| Artūras Skardžius                        | –                      | UDL          | NSF, ab 2006 MSNG, VLF                                                             |                      |
| Rimantas Smetona                         | –                      | VNDS         | VLF, ab 2005 MSNG, ab 2006 TTLDF                                                   |                      |
| Vaclav Stankevič                         | Marių                  | UDL          | NSF                                                                                |                      |
| Aldona Staponkienė                       | –                      | VNDS         | VLF                                                                                | Ab November 2004     |
| Kazys Starkevičius                       | Pramonės               | TS           | TSF                                                                                |                      |
| Antanas Napoleonas Stasiškis (1933–2016) | –                      | TS           | TSF                                                                                |                      |
| Nijolė Steiblienė                        | –                      | UDL          | NSF                                                                                |                      |
| Gintaras Steponavičius                   | Lazdynai               | LiCS         | LCSF, ab 2005 LF, ab 2006 LSF                                                      |                      |
| Mindaugas Subačius (1973–2018)           | –                      | DP           | DPF                                                                                | ab November 2004     |
| Rytis Šatkauskas                         | –                      | DP           | –                                                                                  | 2006                 |
| Irena Šiaulienė                          | –                      | UDL          | LSDPF                                                                              |                      |
| Gintaras Šileikis                        | Vakarinė               | LiCS         | LCSF, ab 2005                                                                      |                      |
| Kazys Sivickis                           | –                      | VNDS         | –                                                                                  | 2006                 |
| Viačeslav Škil                           | –                      | DP           | DPF                                                                                |                      |
| Raimondas Šukys                          | Fabijoniškės           | LiCS         | LCSF                                                                               |                      |
| Dalia Teišerskytė                        | –                      | LiCS         | LCSF, ab 2005 LF, ab 2006 LSF                                                      |                      |
| Valdemar Tomaševski***                   | Vilnius – Šalčininkai  | LLRA         | VLF                                                                                |                      |
| Rimvydas Turčinskas                      | –                      | DP           | DPF, ab 2006 PDF                                                                   |                      |
| Gema Umbrasienė                          | –                      | VNDPS        | –                                                                                  | 2006                 |
| Viktor Uspaskich***                      | Kėdainiai              | DP           | DPF                                                                                | bis 2005             |
| Antanas Valionis                         | –                      | UDL          | NSF                                                                                |                      |
| Ona Valiukevičiūtė                       | –                      | TT           | LDF, ab 2006 TTLDF                                                                 |                      |
| Egidijus Vareikis                        | –                      | TS           | TSF                                                                                |                      |
| Romas Venclovas                          | Mažeikiai              | DP           | DPF, ab 2006 PDF                                                                   |                      |
| Vilija Vertelienė                        | –                      | DP           | DPF, ab 2006 LSDPF                                                                 |                      |
| Birutė Vėsaitė                           | –                      | UDL          | LSDPF                                                                              |                      |
| Julius Veselka                           | Ukmergė                | TT           | LDF, ab 2006 TTLDF                                                                 |                      |
| Vladimiras Volčiok                       | Vilnius – Trakai       | DP           | DPF                                                                                |                      |
| Algirdas Vrubliauskas                    | Dzūkija                | TS           | TSF                                                                                | bis 2007             |
| Pranas Vilkas                            | –                      | DP           | DPF                                                                                |                      |
| Ramunė Visockytė                         | –                      | DP           | DPF                                                                                |                      |
| Emanuelis Zingeris                       | –                      | TS           | TSF                                                                                |                      |
| Jadvyga Zinkevičiūtė                     | Naujoji Vilnia         | DP           | DPF                                                                                |                      |
| Artūras Zuokas                           | –                      | LiCS         | –                                                                                  | bis 2004             |
| Edvardas Žakaris                         | Aušros                 | UDL          | LSDPF                                                                              |                      |
| Roma Žakaitienė                          | –                      | UDL          | LSDPF                                                                              |                      |
| Vidmantas Žiemelis                       | –                      | TS           | TSF, ab 2006 MSNG                                                                  |                      |
| Manfredas Žymantas                       | Zarasai–Visaginas      | DP           | DPF                                                                                |                      |
| Henrikas Žukauskas                       | –                      | TT           | DPF, nuo 2004 MSNG, ab 2006 PDF                                                    |                      |
| Zita Žvikienė                            | Radviliškis            | DP           | DPF                                                                                |                      |

(***) – ausgewählt im ersten Wahlgang